# Olle Laessker
Olle Laessker (né le 2 avril 1922 - mort le 19 septembre 1992) est un athlète suédois, spécialiste du saut en longueur et du sprint. 

## Biographie
Lors des Championnats d'Europe de 1946, Olle Laessker remporte deux médailles d'or : au saut en longueur, avec un bond à 7,42 m, et sur le relais 4 × 100 m, associé à ses compatriotes Stig Danielsson,
Inge Nilsson et Stig Håkansson.

### Palmarès
| Date | Compétition           | Lieu | Résultat | Épreuve          | Performance |
| ---- | --------------------- | ---- | -------- | ---------------- | ----------- |
| 1946 | Championnats d'Europe | Oslo | 1er      | Saut en longueur | 7,42 m      |
| 1946 | Championnats d'Europe | Oslo | 1er      | 4 × 100 m        | 41 s 5      |

### Records
| Épreuve          | Performance | Lieu  | Date            |
| ---------------- | ----------- | ----- | --------------- |
| Saut en longueur | 7,50 m      | Gävle | 18 juillet 1946 |